# Shirin Akiner
Shirin Akiner, född 16 juni 1943 i Dhaka, död 6 april 2019, var en bangladeshisk-brittisk forskare och internationellt erkänd specialist på det centralasiatiska området vid School of Oriental and African Studies på Londons universitet. Hon har framförallt producerat verk om Uzbekistan.